# Péma Wangyal Rinpoché
Pema Wangyal Rinpoché, aussi appelé Tulku Pema Wangyal Rinpoché et Taklung Tsetrul Pema Wangyal Rinpoché, né en 1947 au Tibet, est un lama tibétain de l’école Nyingmapa du bouddhisme tibétain, vivant à présent en Dordogne.

## Biographie
Tulku Pema Wangyal Rinpoché est né en 1947 à Rong Drakmar, au Tibet central. Il est l’aîné de 7 enfants. Sa famille compte 4 fils (l'un d'entre eux mort très jeune) et 3 filles, enfants de Kangyur Rinpoché (1898-1975), un tertön maître Dzogchen et de Jetsün Jampa Chökyi (Amala) (1922-2004).
Reconnu comme une réincarnation de Taklung Tsétrul Rinpoché, Pema Wangyal Rinpoché est le frère aîné de Rangdröl Rinpoché et de Jigme Khyentse Rinpoché. Il a fui le Tibet en 1958 avec sa famille qui s’établit à Darjeeling en Inde. Après le décès de son père en 1975, Péma Wangyal Rinpoché rejoint la Dordogne avec sa famille pour poursuivre ses activités éveillées.
Il est le fondateur de l'Association bouddhiste de Chanteloube, à Saint-Léon-sur-Vézère (Dordogne), du centre de retraites de 3 ans, Kangyur Rinpoché fondation, fondation Padmasambava faisant partie de la Fondation de France ainsi que de Casa association d'aide aux sans-abris au Portugal et en Espagne (7 000 personnes par jour bénéficient de ses soins).
Préoccupé par la préservation et la restauration de manuscrits anciens et rares et du trésor écrit du Dharma, Péma Wangyal Rinpoché a mis en place leurs traductions en 8 langues et leurs transcriptions en base de données. Il est le fondateur du Comité de traduction Padmakara